# Nuoto ai campionati europei di nuoto 2022 - 800 metri stile libero femminili
La gara dei 800 metri stile libero femminile dei campionati europei di nuoto 2022 si è svolta l'11 e il 12 agosto 2022. Al mattino dell'11 agosto si sono svolte le batterie, mentre la finale si è disputata nel pomeriggio del 12 agosto.

## Podio
| Pos.    | Atleta            | Nazione  |
| ------- | ----------------- | -------- |
| Oro     | Simona Quadarella | Italia   |
| Argento | Isabel Marie Gose | Germania |
| Bronzo  | Merve Tuncel      | Turchia  |

## Record
Prima della manifestazione il record del mondo (RM), il record europeo (EU) e il record dei campionati (RC) erano i seguenti.
|  | 8'04"79 | Katie Ledecky     | 12 agosto 2016 Rio de Janeiro |
|  | 8'14"10 | Rebecca Adlington | 16 agosto 2008 Pechino        |
|  | 8'15"54 | Jazmin Carlin     | 21 agosto 2014 Berlino        |

Durante la competizione non sono stati migliorati record.

## Risultati

### Batterie
| Pos. | Batteria | Corsia | Atleta                       | Nazionalità | Tempo   | Note |
| ---- | -------- | ------ | ---------------------------- | ----------- | ------- | ---- |
| 1    | 3        | 4      | Simona Quadarella            | Italia      | 8'23"46 | Q    |
| 2    | 2        | 4      | Isabel Marie Gose            | Germania    | 8'30"01 | Q    |
| 3    | 3        | 5      | Merve Tuncel                 | Turchia     | 8'31"12 | Q    |
| 4    | 3        | 3      | Martina Rita Caramignoli     | Italia      | 8'33"25 | Q    |
| 5    | 3        | 6      | Tamila Holub                 | Portogallo  | 8'34"25 | Q    |
| 6    | 2        | 6      | Paula Otero                  | Spagna      | 8'35"60 | Q    |
| 7    | 2        | 5      | Deniz Ertan                  | Turchia     | 8'36"27 | Q    |
| 8    | 2        | 3      | Leonie Beck                  | Germania    | 8'36"43 | Q    |
| 9    | 2        | 2      | Ángela Martínez              | Spagna      | 8'39"32 |      |
| 10   | 3        | 8      | Imani de Jong                | Paesi Bassi | 8'40"48 |      |
| 11   | 2        | 7      | Bettina Fábián               | Ungheria    | 8'40"83 |      |
| 12   | 2        | 8      | Alisée Pisane                | Belgio      | 8'44"88 |      |
| 13   | 3        | 1      | Paulina Piechota             | Polonia     | 8'45"19 |      |
| 14   | 3        | 7      | Diana Durães                 | Portogallo  | 8'47"42 |      |
| 15   | 3        | 2      | Celine Rieder                | Germania    | 8'47"43 |      |
| 16   | 3        | 9      | Lucie Hanquet                | Belgio      | 8'48"44 |      |
| 17   | 2        | 1      | Klaudia Tarasiewicz          | Polonia     | 8'50"65 |      |
| 18   | 2        | 9      | Lena Opatril                 | Austria     | 8'54"66 |      |
| 19   | 1        | 5      | Grace Hodgins                | Irlanda     | 8'57"87 |      |
| 20   | 1        | 3      | Noemi Freimann               | Svizzera    | 8'59"60 |      |
| 21   | 3        | 0      | Duru Tanrıverdi              | Turchia     | 9'00"48 |      |
| 22   | 2        | 0      | Thilda Häll                  | Svezia      | 9'01"63 |      |
| 22   | 1        | 4      | Zhanet Angelova              | Bulgaria    | 9'13"74 |      |
| 24   | 1        | 6      | Vár Erlingsdóttir Eidesgaard | Fær Øer     | 9'18"49 |      |
| 25   | 1        | 2      | Sara Dande                   | Albania     | 9'55"43 |      |

### Finale
| Pos. | Corsia | Atleta                   | Nazionalità | Tempo   | Note |
| ---- | ------ | ------------------------ | ----------- | ------- | ---- |
|      | 4      | Simona Quadarella        | Italia      | 8'20"54 |      |
|      | 5      | Isabel Marie Gose        | Germania    | 8'22"01 |      |
|      | 3      | Merve Tuncel             | Turchia     | 8'24"33 |      |
| 4    | 1      | Deniz Ertan              | Turchia     | 8'24"94 |      |
| 5    | 6      | Martina Rita Caramignoli | Italia      | 8'31"30 |      |
| 6    | 2      | Tamila Holub             | Portogallo  | 8'36"36 |      |
| 7    | 7      | Paula Otero              | Spagna      | 8'36"51 |      |
| 8    | 8      | Leonie Beck              | Germania    | 8'39"04 |      |